# Mitchell River (Gippsland-Seen)
Der Mitchell River ist der längste nicht regulierte Fluss im australischen Bundesstaat Victoria und bietet ein einzigartiges Beispiel für einen unberührten Auwald. Die wichtigsten Nebenflüsse sind der Wentworth River und der Wonnangatta River, die alle von dichtem Urwald an den steilen Hängen der australischen Alpen umgeben sind. Der Fluss fließt zunächst nach Osten und dann nach Südosten zum Lake King, einem der Gippsland-Seen.

## Geographie
Laut der Land Conservation Council Rivers & Streams Special Investigation 1990 ist die Flusslandschaft „ein wichtiges Beispiel für ein großflächiges Ökosystem, wie es früher überall im Südosten Australiens anzutreffen war.“ 1992 wurde der Mitchell River in die Liste der Naturdenkmäler Australiens aufgenommen.
Der Mitchell-River-Nationalpark liegt am Mittellauf des Mitchell River, wo er zwischen hohen Felswänden durch verschiedene Klammen fließt. Der Den of Nargun, die Höhle der Nargun, eines Wesens aus lokalen Aborigineslegenden, liegt rund ein Kilometer vom Mitchell River entfernt am Nebenfluss Woolshed Creek. Der Mitchell River war ein wichtiger Ort für die Kurnai, besonders die Stämme der Brabuwooloong und der Brayakuloong, die im mittleren Gippsland lebten.
Die Oberläufe des Wonnongatta River und des Dargo River wurden 1850 kartiert. Ab den 1860er-Jahren entwickelte sich Bairnsdale als Hafenstadt am Mitchell River, der bis einige Kilometer oberhalb der Stadt schiffbar ist. Die Gippsland-Seen ermöglichten über Lakes Entrance die Zufahrt für Dampfschiffe, die Vieh, Holz, Wolle, Felle und Häute zum Markt in Melbourne transportierten.
Der Mitchell River neigt zu Überschwemmungen, wobei Ortschaften am Unterlauf, wie Wy Yung und Lucknow von Bairnsdale aus nicht mehr zugänglich sind und er großen Schaden an Häusern, Farmland und Infrastruktur verursacht. Die schlimmsten Überschwemmungen in der letzten Zeit waren die vom April 1990 und von Juni 2007. Sie werden üblicherweise durch Unwetter in Gippsland verursacht, die auch andere Flüsse, wie den Thomson River und den Avon River anschwellen lassen.
Die Nebenflüsse beherbergen eine sehr große Population an Australischen Äschen, die als gefährdete Tierart vom Department of Sustainability an Environment gelistet wurden.

## Galeriebilder

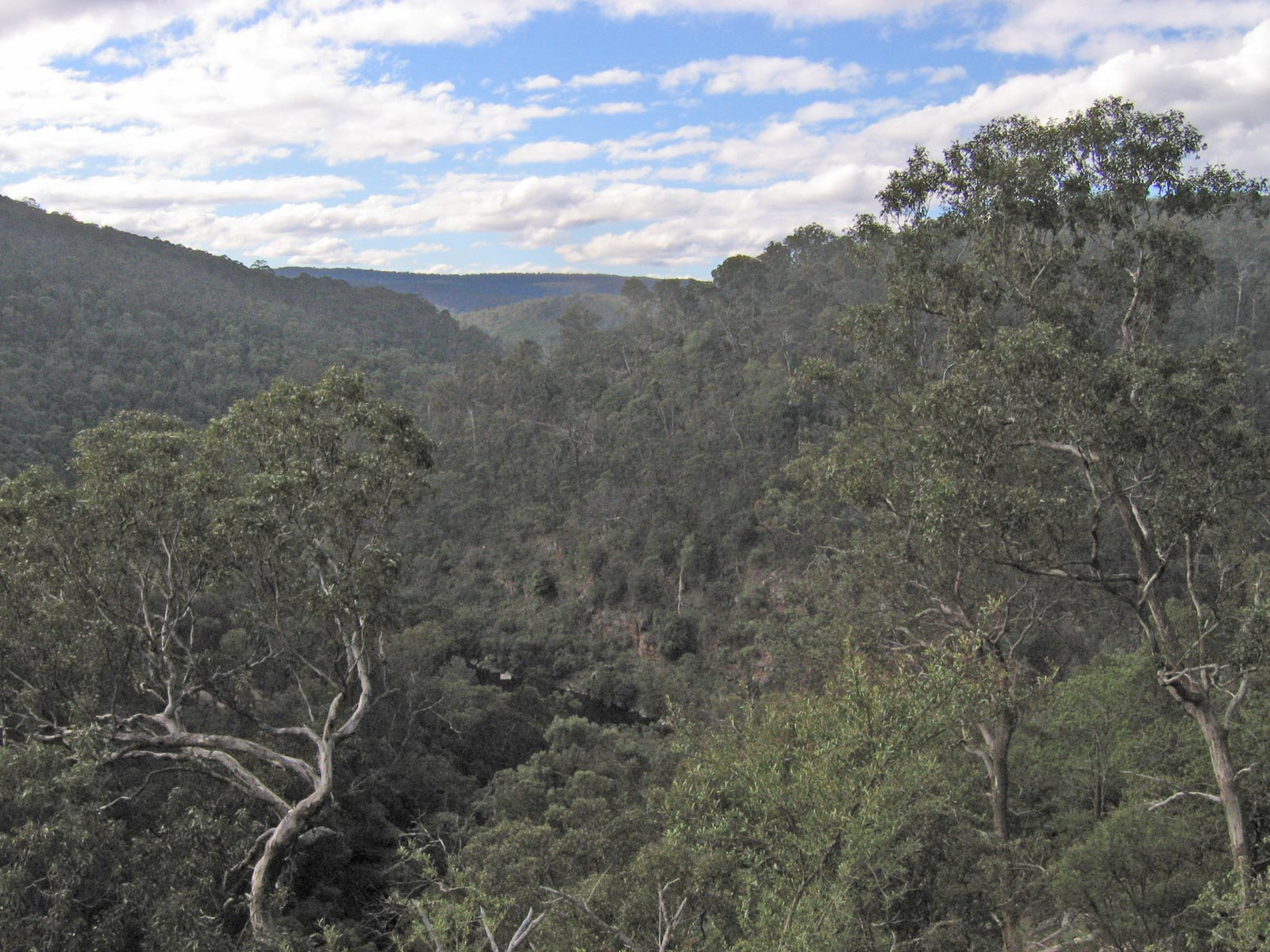
Blick nach Norden in das Tal des Mitchell River von The Bluff Lookout hoch über dem Mitchell River National Park
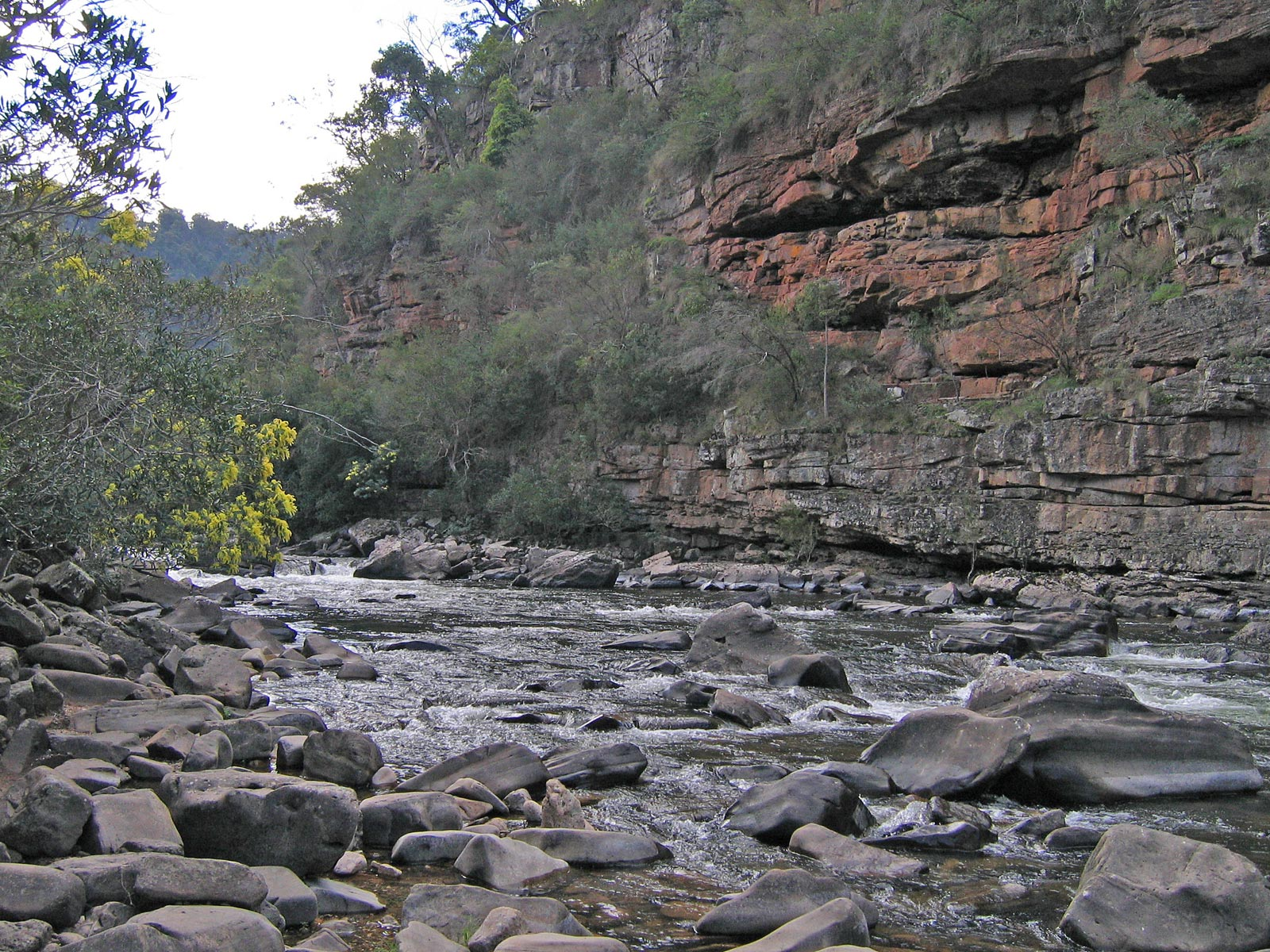
Blick flussaufwärts des Mitchell River in der Nähe des Zuflusses de Woolshed Creek im Mitchell River National Park
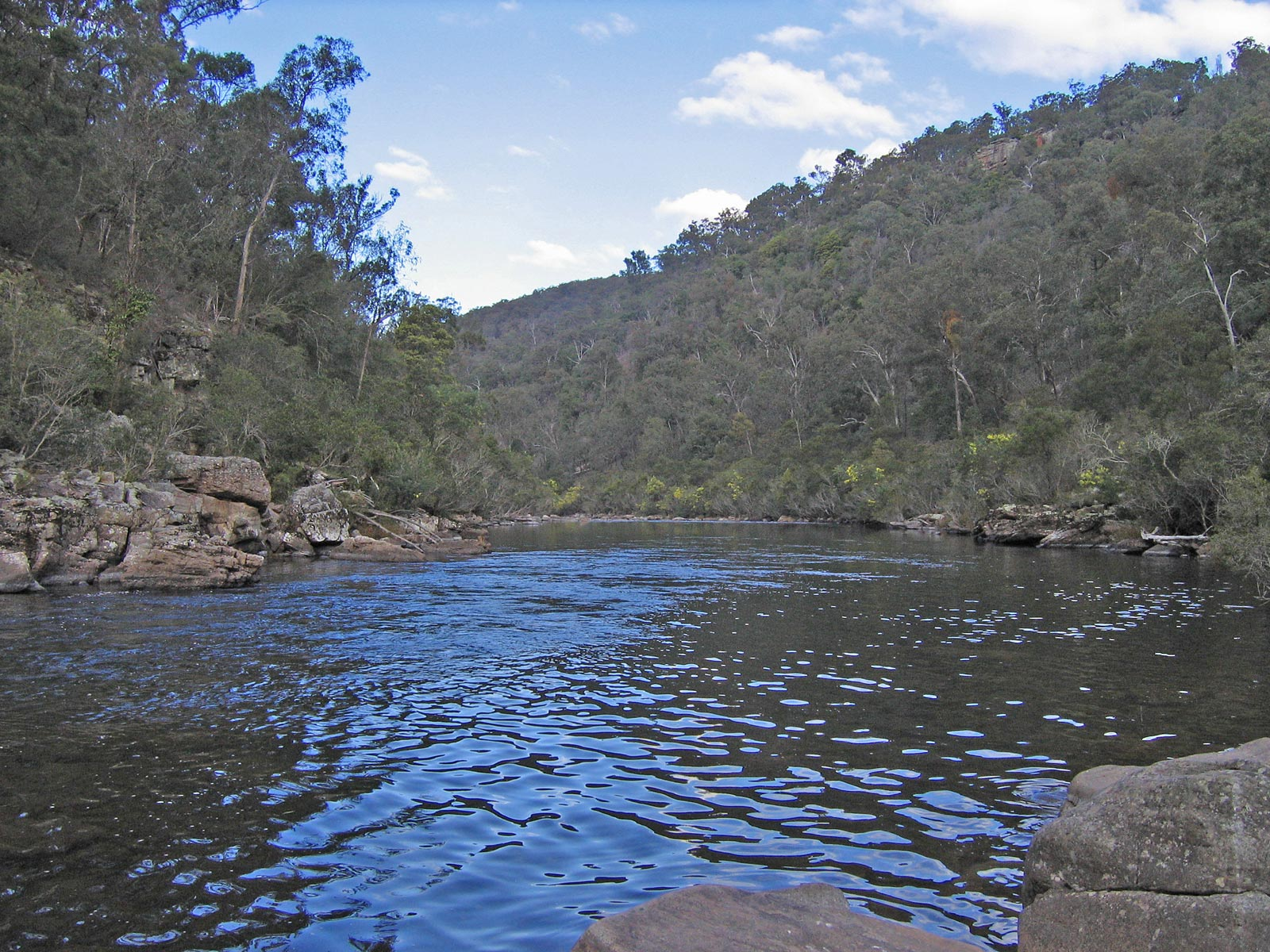
Blick flussabwärts des Mitchell River in der Nähe des Zuflusses de Woolshed Creek im Mitchell River National Park

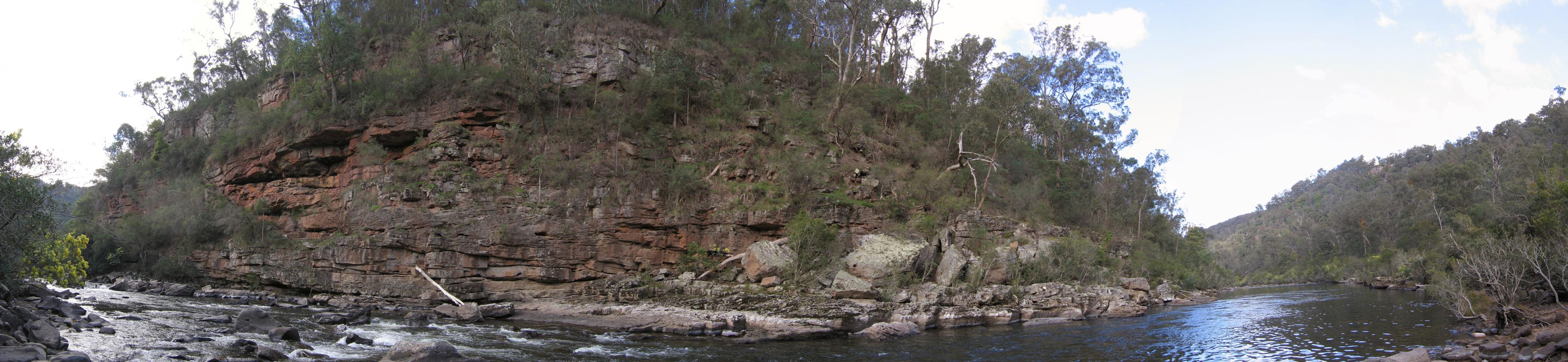
Panorama des Mitchell River, der sich in ein Tal durch den Mitchell River National Park einschneidet

## Binnendelta
Das Delta des Mitchell River ist die klassische Form des Binnendeltas und gilt als eines der besten Beispiele der Welt für diese Deltaform. Der Fluss fließt am Westufer des Lake King entlang bis zum Eagle Point Bluff und dann östlich direkt in den See.
An der Flussmündung hat sich ein Flussdelta mit alluvialen Schlickablagerungen gebildet, die lange Sandbänke („Silt Jetties“) bilden, die sich bis zu acht Kilometer weit nach Osten in den See erstrecken. Der Schlick hat sich dort über Millionen von Jahren abgelagert, da die Fließgeschwindigkeit abnimmt. Diese Sandbänke werden von Geologen als Formation von internationalem Rang eingestuft, nur noch übertroffen von den Sandbänken des Mississippi an seiner Mündung in den Golf von Mexiko.
Die Sandbänke des Mitchell River sind durch den steigenden Salzgehalt des Seewassers zunehmender Erosion ausgesetzt, da dieser langsam die Vegetation absterben lässt. Die Einrichtung eines befestigten Kanals bei Lakes Entrance im Jahre 1889 ließ den Salzgehalt der Gippsland-Seen steigen. Die Zerstörung von Schilfpopulationen, Viehhaltung an den Flussufern, Zugang für Angler und Bootsverkehr sorgen für weitere Erosion.
Das Marschland am Fluss beherbergt eine riesige Zahl an Wasservögeln, auch Watvögel aus anderen Teilen der Welt, und dient Bildung und Erziehung. Die Feuchtgebiete um die Gippsland-Seen fallen als wichtiges Biotop unter die Ramsar-Konvention.